# الكعدة (عين البيضاء)
الكعدة هي إحدى مشيخات المملكة المغربية، تتبع جغرافيا لعمالة فاس وإداريًا لعين البيضاء. يقدر عدد سكانها بـ 1766 نسمة حسب الإحصاء الرسمي للسكان والسكنى لسنة 2004.